# 国王十字站大火
国王十字站大火是首次引起重大伤亡的地铁火灾。这场火灾发生在1987年11月18日，伦敦地铁国王十字圣潘可拉斯站内。时值下班期间，共造成31人死亡。

## 经过
火焰最初从通往皮卡迪利线站台的木质自动扶梯底部燃起，有人声称在19:30左右就报告过闻到怪异气味，而消防局是在19：36接到报警。
火势很快就从自动扶梯蔓延到了售票大厅，许多乘客因浓烈的大火和烟雾被困在售票厅内，有毒的气体使得许多人昏迷乃至窒息。而另一些在该站下车的乘客在发现售票大厅的大火后便乘车离开。进出车站的车辆所引起的空气流动助长了火焰的蔓延，却不足以驱散有毒气体。
消防员在19：42赶到现场后便开始扑灭火焰、帮助乘客逃离。但因事发突然，没有地铁站的地图和配发防毒面具，灭火工作并不顺利，导致一名消防员殉职。大约在第二天凌晨1：30，火焰才被彻底扑灭。
火灾造成了31人死亡和60名以上的伤者，死亡原因多为吸入过量有毒气体。英国首相撒切尔夫人在火灾扑灭后亲自前往医院探望伤者。

## 影响

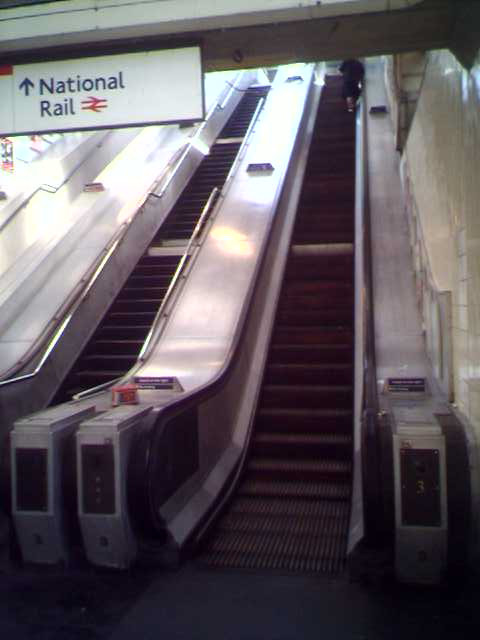
与失火电梯同种类型的木质自动扶梯

這次嚴重事故在英国社会造成很大反应。事后进行的调查并没有能对火灾的起因给出一个统一的答复。伦敦消防局的调查表明，很有可能是点燃香烟后丢弃的火柴点燃了润滑油引起了火灾。有人认为这是由烟头引起的；有人认为这是自动扶梯下的垃圾堆积过久，遇上火花引起的；甚至有人将其与恐怖活动联系起来。調查員也想過是否與活塞效應有關但經測試活塞效應帶來之風量不足以帶來閃燃在调查过其他地铁站那些同样为木结构的自动扶梯之后，人们发现这些扶梯上常有多处燃烧过的痕迹，但这些火焰在被人发现之前就自动熄灭了。在失火现场模拟的实验中，消防队员先让火着了七分钟，然后将其扑灭。而这一实验虽也确实重现了初始的目击报告，但因为燃烧时间不足等原因所以未能解释为何发生了闪燃。。在随后计算机模拟和野外复原模拟的试验中，调查组查明火灾所造成的闪燃是由沟槽现象造成的。英国工党认为，撒切尔政府所实施的削减公共设施开支的财政政策，也要为火灾的发生担负一定的责任。但这起火灾之后伦敦乃至世界各地铁车站更加重视火灾的防范，广泛采取诸如禁止在车站内吸烟等举措降低火灾风险。英國政府也命令木製手扶梯必須全數更換成較不易燃燒材質。